# 高土新太郎
高土 新太郎（こうづち しんたろう、1944年10月26日 - 2024年1月22日）は、日本の俳優、お笑い芸人、漫談家。
岐阜県岐阜市出身。東京都東村山市を経て現在は神奈川県横浜市在住。人喰企画所属。
血液型B型。
岐阜東高等学校、日本大学経済学部出身。

## 出演作品

### テレビドラマ

#### NHK
- 大河ドラマ
  - 国盗り物語（1973年）
  - 元禄太平記（1975年） - 飛脚
  - 黄金の日日 第22話「摂津動乱」、第24話「鳥取兵粮戦」 - 第26話「プエルト・デル・ハポン」（1978年） - 文次
  - 太平記（1991年） - 伝令
  - 八代将軍吉宗 第17話「綱吉の薨去」（1995年）
  - 秀吉（1996年） - 長屋の人々
  - 徳川家康（1998年）
- 笹舟の二人（1973年）
- 大石内蔵助 冬の決戦（1991年）
- 特選!時代劇
  - 金曜時代劇
  - 十時半睡事件帖 第13話「閉門志願」（1994年） - 武田金兵衛
    - 山田風太郎 からくり事件帖-警視庁草紙より- 第1話「人も獣も天地の虫」、第3話「写真事始め」（2001年）
    - 慶次郎縁側日記（2005年）
      - 第1シリーズ 第1話「その夜の雪」
      - 第2シリーズ 第3話「逢魔ヶ時」

  - 木曜時代劇 次郎長背負い富士 第2話「涙の別れ」（2006年）
- 水曜シリーズドラマ / 家へおいでよ（1996年） - ラーメン屋の店主
- 新・半七捕物帳 第2話「湯屋の二階」（1997年） - 飴売り
- NHKドラマ館 / さよなら五つのカプチーノ（1998年）
- しくじり鏡三郎 第2話、第8話（2000年）
- ドラマ愛の詩 / 六番目の小夜子 第1話「謎の転校生」（2000年）
- 時代劇ロマン / 藤沢周平の人情しぐれ町 第3話「日盛り」（2001年）

#### 日本テレビ
- 伝七捕物帳 第30話「紅だすき江戸の春風」（1974年）
- 外科医有森冴子 パート1 第1作「離婚した夫にガン宣告! メスが切り裂く男女の絆 前妻と後妻の愛が揺れる」（1990年）
- 火曜サスペンス劇場 / 牟田刑事官事件ファイル 第15作「神戸横浜 港町連続殺人」（1991年）
- DRAMA COMPLEX / だます女だまされる女 第9作「シロサギは静かに笑う」（2006年）

#### TBS
- 月曜ドラマスペシャル→月曜ミステリー劇場
  - ご存じ! サウナの玉三郎 第1作「男と女の怪々事件!!」（1996年）
  - 弁護士迫まり子の遺言作成ファイル 第2作「時効」（2000年）
  - 西村京太郎サスペンス 十津川警部シリーズ 第19作「伊豆・七滝殺人事件」（2000年）
  - 名探偵・金田一耕助シリーズ 第13作「トランプ台上の首」（2000年）
  - 陰の季節 第6作「刑事」（2003年） - 結婚式の出席者
  - やとわれ女将 菊千代の事件簿 第1作「伊勢・志摩の高級露天風呂で愛欲陰謀!?」（2004年）
- 新幹線'97恋物語 第13話「私の選んだ道」（1997年）
- 東芝日曜劇場 / ベストパートナー  第1話「妻の上司は俺のライバル」（1997年）
- 幸せになりたい! 第1話「お金がない!? テレビのお仕事始めます!」（2005年）

#### フジテレビ
- 新宿警察 第16話「理由なき殺人」（1975年）
- ゴールデンドラマシリーズ / 飢餓海峡（1978年）
- 世にも奇妙な物語「ネチラタ事件」（1992年）
- if もしも（1993年）
  - 第6話「噂好きの団地・引越のあいさつは安物か高級品か」
  - 第12話「緊急事態! 飛行機で行くか? 新幹線で行くか?」
- 水曜劇場
  - お金がない! 第10話「時間がない!」（1994年）
  - 天使のお仕事（1999年）
- 金曜エンタテイメント
  - 恐い女シリーズ「ブリッジ方式 ミニドラマ」（1996年）
  - お局探偵 亜木子&みどりの旅情事件帳 第4作「復讐のウェディングドレス」（2001年） - 有田誠
- 砂の城 第70話（1997年）
- 木曜劇場 / お仕事です! 第3話「リトルバード発進」（1998年）
- あんみつ姫の大冒険!（2008年）

#### テレビ朝日
- 特別機動捜査隊
  - 第642話「女ざかりの女」（1974年） - 守
  - 第768話「悪女がいっぱい」（1976年） - 森山徹
- イナズマンF 第19話「イナズマン デスパー軍団に入隊す!!」（1974年） - 公園の男
- 土曜ワイド劇場
  - 名探偵・金田一耕助 小野寺昭版 第4作「特別企画 名探偵金田一耕助 “夜歩く女” 呪われた結婚申し込み 首なし死体がふたつ!」（1990年）
  - おんな警視連城真衣子 第3作「えん罪? トリック? 作られた殺人の報酬…」（1991年）
  - 二度狙われる女（1993年）
  - 同居人カップルの殺人推理旅行（1995年）
    - 第2作「赤い花の証言 見合いの席で殺しの相談!?」 - 漁師
    - 第3作「会津若松〜犬が見た死体! 父親を捜す少女と悲しい秘密」 - 八百屋のオヤジ

  - タクシードライバーの推理日誌 第6作「再会した女 湘南－松本 500キロの殺人!?」（1995年）
  - 松本清張特別企画・黒革の手帖（1996年）
  - グルメ奥様とハイミス刑事の推理対決 第2作「予言毒殺の謎!」（1998年）
  - 西村京太郎トラベルミステリー 第41作「夜行列車の女」（2003年）
  - ヤメ検の女 第3作「検察を辞めた情熱弁護士! 父を殺された難病少女を救え!」（2012年） - 飲み屋の主人
- 山田太一・新春ドラマ「パパ帰る'96」（1996年）
- はぐれ刑事純情派 第9シリーズ 第21話「礼服で殺人? パチンコに嵌まった女」（1996年）
- はみだし刑事情熱系 PART1 第14話「レイプ! 涙の銃弾」（1997年）

#### テレビ東京
- 高校教師 第3話「家庭教師はお呼びじゃない」（1974年）
- 刑事追う! 第8話「拳銃」（1996年）
- 超光戦士シャンゼリオン 第35話「呪う女と救いの女」（1996年）
- デジドラ・ワンシーン 第3話「レンタルビデオショップ編」第1週（1998年）
- ブースカ! ブースカ!! 第17話「迷探偵ブースカ参上」（2000年） - 大福窃盗犯
- 女と愛とミステリー
  - 松本清張特別企画・わるいやつら（2001年） - 鈴木
  - 保険調査員・蒲田吟子 第3作「虐待の父・殺人事件」（2002年）
  - 多摩南署たたき上げ刑事・近松丙吉 第2作「狂った計算〜灼熱のニュータウン殺人事件〜」（2002年） - 花屋の主人
  - 芸能記者・柳田信吉の挑戦（2003年）
  - 動物病院ドクトル花子の殺人カルテ!（2003年） - キャットフードの男
- ウルトラQ dark fantasy 第5話「ヒエロニムスの下僕」（2004年） - 太田
- のぞき屋 第4話「妄想の周波数」 - 第6話「偶像の周波数」（2007年） - 金子
- ソコアゲ★ナイト / 太鼓持ちの達人〜正しい××のほめ方〜 第11話「婚活パーティでのほめかた」（2015年）

### 映画
- みんな〜やってるか!（1995年） - 強盗
- トキワ荘の青春（1996年） - 牛乳店の店主
- DOOR III（1996年） - 便座男
- 勝手にしやがれ!! 成金計画（1996年） - 河野
- マルタイの女（1997年） - カラオケ店員
- 大怪獣モノ（2016年）

### オリジナルビデオ
- お天気お姉さんR（1996年） - バナナの叩き売り
- 真・雀鬼9 頂上決戦!裏プロvs表プロ（2001年） - ジェントルメン客
- 牝刑事 連続レイプ犯を追え!（2002年）

### ラジオドラマ
- ウルトラQ倶楽部
  - 第4話「悪霊の正体」（2003年）
  - 第5話「富士盛 進撃の秘密」（2003年）
  - 第8話「2025年からの使者（前編）」（2003年）
  - 第9話「2025年からの使者（後編）」（2003年）
  - 第11話「諸人こぞりて（続・2025年からの使者）」（2003年）
  - 第13話「怪獣千夜一夜物語（前編）「ひとめぼれ」」（2004年）
  - 第14話「怪獣千夜一夜物語（後編）「1500万人の餌」」（2004年）
  - 第16話「天神の謎」（2004年）
  - 第18話「犬は知っていた」（2004年）
  - 第19話「その人の名は?」（2004年）

### その他
- 「森下貞義さん 水飴買って黄金バット…。自転車の紙芝居おじさんが残っていた。」『アミューズ』第47巻第22号（1994年7月13日、毎日新聞社）
- 新・半七捕物帳 第10話「三つの声」、第18話「廻り灯籠」（1997年、NHK） - 売声指導
- 金曜時代劇 / スキッと一心太助 第18話（2000年、NHK） - 口上指導
- 独演会「お笑い演芸 ゆるゆる寄席!」（2020年、2022年）